# جون إل. لويس (سياسي)
جون إل. لويس (بالإنجليزية: John L. Lewis)‏ هو سياسي أمريكي، ولد في 26 مارس 1800، وتوفي في 15 مايو 1886. انتخب عمدة نيو أورلينز ‏.